# ピントゥラス川渓谷
ピントゥラス川渓谷（ピントゥラスかわけいこく、スペイン語: Cañadón Río Pinturas）は、アルゼンチン、サンタクルス州にあるペリト・モレノの町から160kmの位置にある。13,000年ほど前の古代洞窟画のあるクエバ・デ・ラス・マノスがあることで知られている。
ピントゥラス川は、海抜240mの高さで渓谷を流れる。